# ルード・デヤハー
ルード・デヤハー（Lood de Jager、1992年12月17日 - ）は、ジャパンラグビーリーグワン埼玉パナソニックワイルドナイツに所属するラグビーユニオン選手。

## プロフィール
- 南アフリカ・アルバートン出身。
- ポジションはロック(LO)。
- 身長 206 cm、体重 125 kg
- 南アフリカ代表キャップは56（2022年7月現在）でラグビーワールドカップ2015・ラグビーワールドカップ2019の南アフリカ代表に選ばれた[1]。
- バーバリアンズに選ばれたことがある[2]。

## 略歴
レオパード、フリーステイト・チーターズ、チーターズ、ブルズ、ブルー・ブルズを経て、2019年、セール・シャークスに加入。
2022年、埼玉パナソニックワイルドナイツに加入。
2023年1月7日に行われたJAPAN RUGBY LEAGUE ONE第3節三菱重工相模原ダイナボアーズ戦にて先発出場で日本での公式戦初出場を果たした。

## 受賞歴

### ジャパンラグビーリーグワン
- 2023-24リーグワンベスト15